# レーゼシナリオ
レーゼシナリオは、映画脚本（シナリオ）の形式で書かれた文学作品で、レーゼドラマの一種である。

## 「レーゼシナリオ」という単語について
「レーゼシナリオ」という語は、ドイツ語と英語を混交した昭和生まれの和製洋語であり、「レーゼドラマ」のように一般の国語辞典には載っている語ではないが、いくつかのカタカナ語辞典には載っている。辞書以外の本では、新藤兼人の『シナリオの話』（社会思想社・1955年・刊）に用語の説明があるが、ここではやや否定的に扱われている。また、東京外語大教授・宇戸清治の論文に、チャート・コープチッティの『逆風 Lom Long』という作品を論じた『現代タイ文学に見る表現技法（2）：レーゼシナリオとしての「ロム・ロン」』というものがあり、『東京外大東南アジア学』第10巻に収められた。レーゼシナリオという語が学術論文のタイトルに使われた実例である。
紙媒体以外でも、市販されているパソコンのなかで高いシェアを占めるタイプのものは「れーぜしなりお」から「レーゼシナリオ」に一発変換できることから、プレインストールされている辞書の語彙にも、この語が入っていることが分かる。
まれに「レーゼ・シナリオ」などと表記される場合もあるが、これはインターネットを「インター・ネット」と表記するようなものである。

## 特徴
レーゼドラマとレーゼシナリオを区別する場合、その形式の表層的な違いは、後者では場面転換が多いゆえに柱書きの数が多くなること、映像劇を念頭に置いているため撮影用語や編集用語（ズームアップ、フェードインなど）が書き込まれていることなどである。要するに、映像脚本と舞台脚本の相違点と同様である。
芥川龍之介のレーゼシナリオ「浅草公園」を萩原朔太郎が評して言った「映画に附属する下書き様のものでなく、それ自身で完成された文学であり、且つ文学自身の中に、一巻の映画をイメージさせる」という言葉に巧く要約されるだろう。

## 具体例
レーゼシナリオと呼ばれた作品の実例として、芥川龍之介の『浅草公園』『誘惑』、ルイ＝フェルディナン・セリーヌの『島の秘密』などが挙げられるが、これらは大作家による実験的試みの一つという程度のものである。
レーゼシナリオと呼べるような作品でデビューした作家に、『ニグロフォビア』（白水社・刊）のダリウス・ジェームズがいる。
また、日本における最近例に、大西巨人の小説をシナリオ化した『シナリオ 神聖喜劇』（荒井晴彦・著、太田出版から2004年刊行）や『天皇の誕生 映画的「古事記」』（長部日出雄・著、集英社から2007年に刊行）などがある。前者に関しては、映画監督の澤井信一郎が、太田出版から出版されたシナリオは「レーゼ・シナリオ」であり、それを元にさらに撮影用脚本を作成して映画を作りたいと、2005年2月に井土紀州との間に行なわれたある対談で述べている。

## レーゼドラマとは呼び難いレーゼシナリオ
必ずしもレーゼシナリオをレーゼドラマの部分集合と言えない面もある。たとえば芥川の上記2作は、起承転結という構成を有する劇映画のシナリオというより、『アンダルシアの犬』のようなシュールな映像作品、あるいは映像詩のシナリオといった趣である。前述の朔太郎も1937年10月に『シナリオ研究』誌に『貸家札』というシネポエムを寄稿した。
レーゼドラマといったら劇文学であるが、形式面ではなく内容面から見たら、レーゼシナリオは「ドラマ（戯曲）」ではないものも含むと考えられる。また、後述するように小説に分類される場合もある。

## レーゼシナリオの映像化
レーゼシナリオとして書かれ出版されながら実際に映画化された作品に、ウィリアム・バロウズの『ダッチ・シュルツ 最期のことば』（白水社・刊）がある。1969年に出版されたこの作品は、2001年にヘリット・ファン・ダイク（Gerrit van Dijk） 監督によって映画化され、ルトガー・ハウアーが声の出演を務めている。また、前掲の『ニグロフォビア』にもオリバー・ストーンから映画化のオファーがあったと訳者あとがきに記されている。
ソ連の作家レオニード・レオーノフの『マッキンリー氏の逃亡』（Бегство мистера Мак-Кинли）も、1961年に出版され、1975年に映画化された。
『イカロスの飛行』は、1980年にダニエル・チェカルディ演出、ミシェル・ガラブリュ主演でテレビドラマ化された。

## 小説と見なされたレーゼシナリオ
『ニグロフォビア』や『ダッチ・シュルツ 最期のことば』の日本語版には、「映画シナリオ形式の小説」と副題がついており、また、英語版ウィキペディアの記事でも"novel"（＝小説）とされている。このことから、レーゼシナリオが必ずしも戯曲に分類されるとは限らない、ということがわかる。
ロバート・アントン・ウィルソンも、両者と似た趣向の作品"Reality Is What You Can Get Away With"を書いており、その独特のスタイルについて"novel-cum-screenplay"（小説兼映画脚本）と称されたこともある。レーモン・クノーの『イカロスの飛行』も、ファンサイトで「Roman en forme de scénario（シナリオ形式の小説）」と呼ばれた事実がある。
以上のように、レーゼシナリオが戯曲の一ジャンルではなく、小説の一ジャンルに分類されることも少なくない。散文で書かれたフィクションを小説と呼ぶのであれば、レーゼシナリオもレーゼドラマも、散文劇の戯曲でさえも小説に分類しても間違いではない。しかし、生物学的には人間も動物でありながら日常会話で「動物」と言ったら「人間以外の動物」を指すのが暗黙の了解であるのと同様に、「小説」と言ったら普通そこに劇文学は含まない。にもかかわらず、レーゼシナリオだけが小説に分類されることがあるのは、映画などの映像メディアの歴史が浅く、シナリオが、戯曲とか劇文学とは程遠いものと見なされてきた、という背景があるからであろう。
『マッキンリー氏の逃亡』も、「シナリオ体のSF小説」と紹介されたことがある。平井和正の『ハルマゲドンの少女』は、「シナリオノベル」という呼称で発表された。

### デュラスの“シネ・ロマン”
映画監督も務めた女流作家マルグリット・デュラスには、『インディア・ソング』および『破壊しに、と彼女は言う』という戯曲とシナリオと小説が融合したような作品がある。前者には「テクスト・テアトル・フィルム」という副題が付けられ、後者は文庫版の裏表紙で「小説とも戯曲とも映像作品ともつかぬ」と評された。この点について、訳者の田中倫郎は「“シネ・ロマン”という言葉があればこれらの作品をうまく形容できるが、現時点では単に“書き物（エクリチュール）”と呼ぶしかない」と述べた。
『破壊しに、と彼女は言う』の文庫版訳者後書きによると、前作までタイトルに付記されていた"Roman"というジャンル名がこの作品から消えたという。「私自身は、もうロマンは読めなくなっている。こんにち、バルザックやプルーストのように書くことは出来ない」というデュラスの発言も後書きに紹介されている。ちなみに、本作が発表されたのが1969年、《断絶》という名の叢書からの刊行だった。

## クローゼット・スクリーンプレイ
映画製作では企画が頓挫することがままあり、そのような場合でも脚本を手がけた作家が著名だったりするとシナリオだけが出版されることがある（例：フィリップ・K・ディックの『ユービック：スクリーンプレイ』、筒井康隆の『大魔神』、ジャン＝ポール・サルトルの『フロイト〈シナリオ〉』）。それをレーゼシナリオと呼べるかどうかは両論あるが、このケースに該当するものに、アレックス・ヘイリー編のマルコムX自伝をジェームズ・ボールドウィンが脚色した"One Day When I Was Lost"(1972年)というシナリオがあり、アイダホ州立大学助教授ブライアン・ノーマン（Brian Norman）の論文でこれが"closet screenplay"と呼ばれた事実もある。英語でレーゼドラマを"closet play"、シナリオを"screenplay"と言うから、これはレーゼシナリオと訳されうる。
なお、筒井には『シナリオ・時をかける少女』という自作のパロディ・シナリオがあり、これは読み物として書かれたと言えよう。また、1990年代に製作されたスパイク・リー監督の『マルコムX』は、ボールドウィンの上記のシナリオに基づいているが、遺族の要望によりボールドウィンの名は伏せられ、脚色者であるアーノルド・パール（赤狩り被害者）とリー監督が脚本にクレジットされた。シナリオ出版後も、企画はデヴィッド・マメットらの手を渡った挙句、ようやく日の目を見たのだという。
ウェルス・カレッジ教授キャサリン・バロウズの編著『クローゼット・ドラマ　歴史・理論・形式』（ラウトレッジ社・2018年）の彼女自身による序文の題辞に、closet screenplayという句を含む英語版ウィキペディアからの引用が掲げられている。

## インターネット発のレーゼシナリオ
紙媒体ではなくウェブ上に発表されたレーゼシナリオの代表例として、岡本呻也が愛媛県警の元巡査部長・仙波敏郎について書いた『正義の人 シナリオ版仙波敏郎物語』がある。
2014年12月8日、インド系アメリカ人のコメディアン、アジズ・アンサリはフライト中の退屈しのぎに、twitter上に「ゴースト・プレイン」というレーゼシナリオを書き込んだ。

## レーゼシナリオの歴史
- 1927年 芥川龍之介『浅草公園』『誘惑』（日本）
- 1936年 セリーヌ『島の秘密』（フランス）
- 1961年 レオーノフ『マッキンリー氏の逃亡』（ソ連）
- 1968年 レーモン・クノー『イカロスの飛行』（フランス）
- 1969年
  - バロウズ『ダッチシュルツ 最期のことば』（アメリカ）
  - デュラス『破壊しに、と彼女は言う』（フランス）
- 1973年 デュラス『インディア・ソング』（フランス）
- 1982年 平井和正『ハルマゲドンの少女』
- 1992年 ダリウス・ジェームス『ニグロフォビア』（アメリカ）
- 2004年 荒井晴彦 『シナリオ神聖喜劇』（日本）
- 2007年 長部日出雄『天皇の誕生』（日本）

### 事象名
- 対話体小説
- 通俗小説   -  北川冬彦は『シナリオの魅力』（社会思想研究会出版部）の「シナリオ詮議」(1937年7月)という章の末尾（当該書81頁最終段落）で、山本有三の『真実一路』を代表例に挙げ、いわゆる新聞小説、通俗小説、大衆小説は一種の「シナリオ文学」であると述べ、それを「可能な限りの具象的描写、したがって、心理描写に代って行動描写が多く、地の文よりも会話で以って物語がすすめられ、場面はあわただしく転換する」（送り仮名は原文のまま）と特徴づけている。
- シュールレアリスム - 後述するアルトー、デスノスらがこの芸術運動に関わった。
- ドラッグ・カルチャー - バロウズ、アントン・ウィルソン、後述するハックスレー、サザーンらがこれに関わった。ダリウス・ジェームスの『ニグロフォビア』でもドラッグ体験が描かれる。
- リプレイ (TRPG)
- 奇譚クラブ - 『家畜人ヤプー』が掲載され、川端康成、江戸川乱歩、三島由紀夫、澁澤龍彦らが愛読していたことでも知られる雑誌。何篇かの「レーゼ・シナリオ」が掲載されたことがある[20][21]。

### 作品名

#### 文芸作品

##### あ行
- 『アフターダーク』 - 2004年の村上春樹の小説。読者の視点をカメラの視点に同調させて(カメラ・アイ)、地の文は現在時制。しかも、会話文を導くカギカッコの前に発話者の名前が冠されているページもある。以上の特徴からかなりシナリオ形式に近い。村上自身が、もともとシナリオライター志願で、大学の卒論は『イージー・ライダー』がテーマだった[22]。また、ウォン・カーウァイ監督は、映画の語り方を学べる小説家として、マヌエル・プイグとともに村上を挙げた[23]。
- 『映画:ブレードランナー』 - 1979年に書かれたバロウズの小説。明瞭なシナリオ形式ではないが、ある架空の映画についてある語り手がある聞き手に内容を説明するというスタイルであるため、大部分が自然にシナリオに似た文体になっている。リドリー・スコット監督の映画『ブレードランナー』のタイトルの元ネタの一つとなったが、内容的には無関係。

##### か行
- 『革命女性(レヴォリューショナリ・ウーマン)』 - 　大江健三郎の戯曲・シナリオ草稿（季刊『へるめす』1986年～1987年初出）。題は、シーラ・フガードによる同名の小説『Revolutionary Woman』からインスパイアされた[24]。収録された書籍の名は『最後の小説』[25]。
- 『クラシック・コミックス♯1』-　スティーヴン・ミルハウザーの短編。T・S・エリオットの詩にインスパイアされた架空の漫画の一コマ一コマ（および表紙）を断章形式で文章化したもの。シナリオという語を映像劇に限定すればレーゼシナリオではないが、レーゼシナリオ的であるとは言える[26]。高名な小説家による漫画(または劇画)原案の書籍化というと、中上健次の『南回帰船』(角川学芸出版)のようなケースがある[27]。

##### さ行
- シナリオ『阿Q正伝』　‐　魯迅の同名原作を北川冬彦が脚色した[28]。

##### た行
- 『黄昏の殺人』『春風馬堤図譜』 -　佐藤春夫の作品[29]。後者は、与謝蕪村の『春風馬堤https://scriptjr.nl/articles/曲』に取材した、91場面からなるシナリオ[30]。
- 『頭陰性』　-　原題『Cephalonegativity』(マイク・コラオ&エヴァン・アイソライン著、アポカリプス・パーティー刊行)。『スクリプト・ジャーナル』にも寄稿したゲイリー・シップリー[31]からレーゼシナリオと呼ばれた[32]。

##### は行
- 『蝿』　-　横光利一の小説。蝿の視点をカメラになぞらえた視覚的表現と断片化した場面を重ねるモンタージュの手法を用いて書かれた映画風の小説。
- 『蜂鳥 - ある女子新入生の冒険 -』　-　ノーラ・ブレイクによる官能レーゼシナリオ[33]。

##### や行
- 『夜空』 - 長尾啓司による小説。「甘いレモン」というレーゼシナリオのタイトルが作中に登場する[34]。

#### 音楽作品
- 『レーゼシナリオ』　-　BUZZPEXというバンドの楽曲。作曲・SHUN、作詞・HINA[35]。

### 人物名

#### 日本

##### あ行
- 天瀬裕康 - 『壊滅の譜』というレーゼシナリオを書いたことがある。
- 石川達三　-　第一回芥川賞を受賞した小説家。映画化されたこともある『青春の蹉跌』等の作品で知られる。「レーゼ・シナリオ」と題された自筆原稿がヤフオクに出品された[36]。
- 伊丹万作 -　映画監督、脚本家。伊丹十三の父にしてノーベル文学賞作家・大江健三郎の岳父。昭和12年（1937年）、季刊『シナリオ研究』に「読むシナリオ」なるエッセイを寄稿した[37]。ちなみに、上述の北川冬彦は万作を「散文映画」の旗手として敬慕していて[38]、万作没後の1961年に志賀直哉、伊藤大輔 (映画監督)、中野重治らと『伊丹万作全集』（筑摩書房）を監修した[39]。
- 猪俣勝人 -　シナリオ文芸を標榜[40]。『レーゼ・シナリオに就いて』という論稿を1949年に『シナリオ文芸』誌（新人シナリオ作家協会・刊）上に発表した。

##### か行
- 川本三郎　-　評論家。著書『大正幻影』（新潮社）の『「紙上建築」の世界』という章のなかの、芥川の『浅草公園　－或シナリオ－』について言及している箇所に、本作は「映画のシナリオの形式で書かれて」おり、「映画化を考えていたものでは毛頭ないにしても、芥川龍之介も映画に関心を持っていたのは興味深い」とある。また、同書で川本は、谷崎潤一郎の『月の囁き』も、映画を空想して書かれた（言い換えれば、具体的な製作プロジェクトのために書かれたわけではない）シナリオだと述べた。
- 岸田國士　-　劇作家。大正末年に『ゼンマイの戯れ』というシナリオに挑戦したことがある。その際に書いたエッセイに「文学としての――読み物としての――映画脚本」という文言が現れ、後述のジュール・ロマンについての言及もある[41]。
- 北川冬彦　-　詩人、映画評論家。参考書籍『純粋映画記』（1936年、初版は第一芸文社より刊行）の著者。戦前にしてすでにレーゼシナリオという語を使っていた[42]。「シナリオ文学運動」の旗手の一人[43]。

##### た行
- 月本裕 -　編集者、フリーライターであるが、いくつかの文学作品もあった。夏目漱石の『文鳥』をシナリオ化。映画化されていない。『キャッチ』（マガジンハウス・刊）に所収。
- 寺山修司　-　歌人、劇作家、映画監督。『シナリオ』誌のなかの白坂依志夫らとの鼎談で、レーゼシナリオという語を発していた。表記上は「レーゼ・シナリオ」となっていた[44]。

##### や行
- 山根貞男 -　映画評論家。『キネマ旬報』増刊号『オールタイムベスト映画遺産200』での、脚本家・向井康介との対談で、レーゼシナリオという語は使わなかったものの、「シナリオ文芸」や「読むためのシナリオ」について言及した。
- 横山博人　-　映画監督兼脚本家。自身のブログで、「レーゼシナリオ」という語を、否定的な意味合いで用いた[45]。

#### 海外
以下、苗字をアイウエオ順で

##### ア行
- アントナン・アルトー　-　ドゥルーズ哲学のキータームにもなった「器官なき身体」を造語したことでも知られる演劇理論家、俳優。映画にも何度か出演した。『18秒』というシナリオを書いた。
- ジェームズ・エイジー - 『アフリカの女王』『狩人の夜』などの脚本で知られる作家、映画批評家。『ときにはハリウッドの陽を浴びて〜作家たちのハリウッドでの日々（Some Time in the Sun ,1976）』（トム・ダーディス・著）という本の中で、エイジーによるある二つの脚本が、「映画的なレーゼドラマ（cinematic 'closet drama'）」[46]と呼ばれている。また、「カメラやカネが無くとも、言葉の力によって、多くのことを、それ自体において良いものに、そして、他の諸事に対しても可能なかぎりに有用なものにすることができる」という格言を遺した人でもある[47]。

##### カ行
- グレアム・グリーン　- 『スクリプト・ジャーナル』編集者にして、『OITNB』でバディソンを演じたアマンダ・フラー主演の短編映画『ナノブラッド』のプロデューサーでもある、クインビー・メルトン[48]による論文『制作の曖昧な優位性』コメント欄参照（外部リンク）
- マキシム・ゴーリキー　- 『制作の曖昧な優位性』コメント欄参照

##### サ行
- テリー・サザーン -『イージー・ライダー』『博士の異常な愛情』などの脚本家、『キャンディ』などを書いた小説家でもあった。彼の作品の幾つかが、メルトンの『制作の曖昧な優位性』で、レーゼシナリオと非レーゼシナリオのボーダーライン上にあるものとして紹介された。メルトンは後者と判定[49]。
- ブレーズ・サンドラール - 『制作の曖昧な優位性』コメント欄参照

##### タ行
- ロベール・デスノス - 『制作の曖昧な優位性』コメント欄参照
- ディラン・トーマス - 英国の詩人。ラジオなどの脚本も手がけた。『制作の曖昧な優位性』コメント欄参照

##### ハ行
- アンソニー・バージェス　-　作家。『時計じかけのオレンジ』の原作者。『モーツァルトとウルフギャング』という作品に、レーゼシナリオ的な箇所がある[50]。
- オルダス・ハックスレー　-　英国生まれで米国に移住した作家。『猿とエッセンス』（サンリオSF文庫）の第二部がレーゼシナリオ。
- マヌエル・プイグ　-　南米の小説家。映画の脚本家や監督を目指していた[51]。映画的技法を取り入れたプイグの小説を「cinematic novel」と呼んで考察した、ブラジルのバイーア連邦大学教授デシオ・トーレス・クルス[52]の著作『The Cinematic Novel and Postmodern Pop Fiction: The case of Manuel Puig』には、クインビー・メルトンのレーゼシナリオ論『制作の曖昧な優位性』についての言及もある[53]。
- バンジャマン・フォンダーヌ　-　ルーマニア出身、フランスで活動した哲学者、詩人、脚本家。ユダヤ系でアウシュビッツに送られて死んだ。『アイズ・ワイド・オープン』がレーゼシナリオ[54]。
- ルイス・ブニュエル - 『制作の曖昧な優位性』コメント欄参照

##### マ行
- ノーマン・メイラー　-　作家。ユイスマンスの『彼方』をシナリオ形式に翻案した『黒ミサ』（集英社）がある[55]。

##### ラ行
- ニック・ロス - 『Potential Cinema: Closet Film in Twentieth-Century Fiction』なる論文で博士号を取得した俳優兼脚本家。なお、本論は（シネポエム的ではなく小説的な）レーゼシナリオについての論稿で書籍1冊分の分量を持つものとしては英語圏初だという[56]。また、本稿では、芥川龍之介と村上春樹について一章が割かれている(61頁、第一章)。ちなみに、シネポエム研究書としては、Christophe Wall-Romana（ミネソタ大学教養学部）の「Cinepoetry: Imaginary Cinemas in French Poetry」がある[57]。
- ジュール・ロマン　-　『制作の曖昧な優位性』コメント欄参照

## 参考書籍
- 日本映画論言説大系第二期第十八巻『純粋映画記』　北川冬彦・著、牧野守・監修、十重田裕一・解説　（ゆまに書房）
この本の初版が第一芸文社より刊行された昭和11年（1936年）にすでに「レーゼシナリオ」という単語があったことが分かる[58]。
『「野生の叫び」の一場面』という章で、北川がウィリアム・ウェルマン監督の同名映画を見てエイゼンシュテインの「シナリオ即小説」論を想起した件が綴られ、「端緒」と題されたその章の結びの節（昭和11年9月発表）に「最近、『映画文学』または『レーゼ・シナリオ』の名で、世に、『シナリオ即小説』熱が出だした。これは、私の夢の実現の一端緒である。『レーゼ・シナリオ』熱は、優れた作品を生むだろう。それにインスパイアされた日本映画は、やがて、その質を変えるだろう。『レーゼ・シナリオ』はまた、新形式として文学の野を豊かにするだろう」と書かれた。
「映画と詩」という章の中では、シネポエム、マン・レイ、竹中郁についてふれている。またエイゼンシュテインのシナリオ即小説論に賛意を示し「私も実は小説の形式をそのように考えて小説を書くときの心掛けのなかに入れている」[59]と書き、さらに「映像詩のシナリオ」即「詩作品」というものとしてシネポエムを考えてもいいとも述べている。
- 『Closet Screenplay』（ユスティヌス・ティム・アヴェリー編　Cel Publishing刊行）
2011年に刊行された、「英語版ウィキペディア」内の同名記事をプリントしたペーパーバック。「ISBN 978-6138045281」というISBNコードが付けられた[60]。
- 『年末の一日、浅草公園 他十七篇』　（芥川龍之介・作、石割透・解説　岩波書店より2017年6月に岩波文庫として刊行）
石割による巻末解説の文中（204頁9行目）に「レーゼ・シナリオ」という語が出てくる。朔太郎による芥川や北川のレーゼシナリオやシネポエムについての言及も紹介・引用している[61]。

### 作品
- 芥川龍之介『浅草公園　―或シナリオ―』
- 『正義の人　シナリオ版仙波敏郎物語』
- 芥川龍之介『影』
- セリーヌ『島の秘密』

### 論考・インタビュー・評論
- ブライアン・ノーマンの論文　Reading a "closet screenplay": Hollywood, James Baldwin's Malcolms and the threat of historical irrelevance
- 『芥川龍之介論─表現形式の変遷とその芸術観─』第二部第五章……Ctrl＋F＋「レーゼ・シナリオ」で検索可能
- 立徳大学准教授・蔡宜静による芥川『誘惑』論：「『誘惑』における映画的手法の導入 ─芥川の前衛映画受容の視点から─」
- キャサリン・バロウズが書いた書評……"closet play"という言葉が何回か出てくる。
- 『Production's "dubious advantage"』……クインビー・メルトン（『スクリプト・ジャーナル』編集者）によるレーゼシナリオ論。タイトルは、シラーがレーゼドラマ『群盗』発表時に書いた序文から得ている。その序文は本論冒頭にも引用されている。タイトルは『制作の曖昧な優位性』と訳されよう。シラーによる序文では制作とは舞台制作のことであるが、メルトンによる本文中では文芸作品の制作を意味する。またメルトンによると、芥川の『或阿呆の一生』や『影』もレーゼシナリオだそうである。たしかに、両者とも『十二 軍港』『東京。』『横浜。』などの場所表記が、シナリオにおける柱書きのようでもあり、地の文は過去形で終わっているものが多いが、ト書きのようにも読める。芥川をレーゼシナリオの先駆者としており、彼が『浅草公園』などを書いた1920年代から1930年代に、アメリカでも（レーゼシナリオではないが）似たようなスタイルの作品をドス・パソスが書いていたことが報告されている。
- スクリプト・ジャーナル誌上、山形浩生インタビュー『ダッチ・シュルツ 最期のことば』『ニグロフォビア』などを翻訳した山形浩生が、それらの作品を手がけた経緯や反応や売れ行き、および日本における劇文学の受容のあり方について同誌に答えている。
- 佐藤未央子「谷崎潤一郎「月の囁き」考─映画を書く／読む行為の諸相から─」（同志社国文学83号）

### その他
- 国書刊行会HP・セリーヌ全集の頁……「レーゼ・シナリオ」という言葉が出てくる。
- インフォシーク楽天マルチ辞書……「レーゼシナリオ」という単語が検索できるウェブ辞書（カタカナ語辞典）。また、ここの英和辞典で"closet drama"を検索すれば、"closet play"と言い換え可能であることが確認できる。
- dict.cc……"Lesedrama"を検索すると"closet drama"と"closet play"双方の英語句を表示するオンライン独英辞典
- LESESCENARIO BIBLIOGRAPHY by Quimby Melton